# ATP Seoul
Das ATP-Turnier in Seoul (offiziell Korea Open; bis 1996 Seoul Open) war ein Herren-Tennis-Turnier, das zunächst 1987 bis 1996 in der südkoreanischen Hauptstadt Seoul ausgetragen wurde und zur niedrigsten Kategorie auf der ATP Tour, der World Series gehörte.

## Geschichte
Veranstaltungsort des Turniers war das Seoul Olympic Park Tennis Center im Olympic Park Seoul, der für die Olympischen Sommerspiele 1988 errichtet wurde. Heute findet dort noch das Damentennisturnier von Seoul statt.
2022 bekam das Turnier eine Ein-Jahres-Lizenz für eine Austragung, wodurch die ATP Tour erstmals seit 1996 wieder nach Südkorea zurückkehrte. Gespielt wurde an der alten Stätte im Freien auf Hartplatz.

## Siegerliste
Weder im Einzel noch im Doppel gelang es einem Spieler, das Turnier zweimal zu gewinnen. Allerdings konnte Alex Antonitsch sowohl die Einzel- als auch die Doppelkonkurrenz gewinnen und ist damit einziger mehrfacher Sieger.

### Einzel
| Jahr                         | Sieger             | Finalisten       | Finalergebnis   |
| ---------------------------- | ------------------ | ---------------- | --------------- |
| 2022                         | Yoshihito Nishioka | Denis Shapovalov | 6:4, 7:65       |
| 1997–2021: nicht ausgetragen |                    |                  |                 |
| 1996                         | Byron Black        | Martin Damm      | 7:63, 6:3       |
| 1995                         | Greg Rusedski      | Lars Rehmann     | 6:4, 3:1 aufgg. |
| 1994                         | Jeremy Bates       | Jörn Renzenbrink | 6:4, 6:76, 6:3  |
| 1993                         | Chuck Adams        | Todd Woodbridge  | 6:4, 6:4        |
| 1992                         | Shūzō Matsuoka     | Todd Woodbridge  | 6:3, 4:6, 7:5   |
| 1991                         | Patrick Baur       | Jeff Tarango     | 6:4, 1:6, 7:65  |
| 1990                         | Alex Antonitsch    | Pat Cash         | 7:62, 6:3       |
| 1989                         | Robert Van’t Hof   | Brad Drewett     | 7:5, 6:4        |
| 1988                         | Dan Goldie         | Andrew Castle    | 6:3, 6:75, 6:0  |
| 1987                         | Jim Grabb          | Andre Agassi     | 1:6, 6:4, 6:2   |

### Doppel
| Jahr                         | Sieger                          | Finalisten                                   | Finalergebnis |
| ---------------------------- | ------------------------------- | -------------------------------------------- | ------------- |
| 2022                         | Raven Klaasen Nathaniel Lammons | Nicolás Barrientos Miguel Ángel Reyes Varela | 6:1, 7:5      |
| 1997–2021: nicht ausgetragen |                                 |                                              |               |
| 1996                         | Rick Leach Jonathan Stark       | Kent Kinnear Kevin Ullyett                   | 6:4, 6:4      |
| 1995                         | Sébastien Lareau Jeff Tarango   | Joshua Eagle Andrew Florent                  | 6:3, 6:2      |
| 1994                         | Stéphane Simian Kenny Thorne    | Kent Kinnear Sébastien Lareau                | 6:4, 3:6, 7:5 |
| 1993                         | Jan Apell Peter Nyborg          | Neil Broad Gary Muller                       | 5:7, 7:6, 6:2 |
| 1992                         | Kevin Curren Gary Muller        | Kelly Evernden Brad Pearce                   | 7:6, 6:4      |
| 1991                         | Alex Antonitsch Gilad Bloom     | Kent Kinnear Sven Salumaa                    | 7:6, 6:1      |
| 1990                         | Grant Connell Glenn Michibata   | Jason Stoltenberg Mark Woodforde             | 7:6, 6:4      |
| 1989                         | Scott Davis Paul Wekesa         | John Letts Bruce Man Son Hing                | 6:2, 6:4      |
| 1988                         | Andrew Castle Roberto Saad      | Gary Donnelly Jim Grabb                      | 6:7, 6:4, 7:6 |
| 1987                         | Eric Korita Mike Leach          | Ken Flach Jim Grabb                          | 6:7, 6:1, 7:5 |